# Independence, Ohio
Independence là một thành phố thuộc quận Cuyahoga, tiểu bang Ohio, Hoa Kỳ. Năm 2010, dân số của thành phố này là 7133 người.

## Dân số
- Dân số năm 2000: 7109 người.
- Dân số năm 2010: 7133 người.